# Jacky Bitton
Pour les articles homonymes, voir Bitton.
Jacky Bitton, de son vrai nom Isaak Bitton, né le 2 décembre 1947 à Casablanca, est un musicien français

## Carrière
Il commence sa carrière de musicien avec le groupe de rock Les Variations ; il est à cette époque classé troisième meilleur batteur d'Europe[Par qui ?]. À la séparation du groupe, il part s'installer aux États-Unis et sort un album solo sous le nom de Yitzhak Bitton.